# Бубновское сельское поселение (Волгоградская область)
Бубно́вское се́льское поселе́ние — муниципальное образование в составе Урюпинского района Волгоградской области.
Административный центр — хутор Бубновский.

## История
Бубновское сельское поселение образовано 30 марта 2005 года в соответствии с Законом Волгоградской области № 1037-ОД.

## Население
| 2010  | 2012  | 2013  | 2014  | 2015  | 2016  | 2017  |
| ----- | ----- | ----- | ----- | ----- | ----- | ----- |
| 1146  | ↘1139 | ↘1125 | ↘1110 | ↘1099 | ↘1080 | ↘1061 |
| 2018  | 2019  | 2020  | 2021  |       |       |       |
| ↘1039 | ↘1036 | ↘998  | ↗1000 |       |       |       |

## Состав сельского поселения
| № | Населённый пункт | Тип населённого пункта        | Население |
| - | ---------------- | ----------------------------- | --------- |
| 1 | Бубновский       | хутор, административный центр | 1029      |
| 2 | Лысогорский      | хутор                         | 90        |
| 3 | Черкасский       | хутор                         | 27        |